# TT199
La tombe thébaine TT 199 est située à El-Khokha, dans la nécropole thébaine, sur la rive ouest du Nil, face à Louxor en Égypte.
C'est la sépulture d'Amonirnéferou (Jmn-jr-nfr.w), surveillant des entrepôts, datant de la XVIIIe dynastie.